# Copa América 1987
De Copa América 1987 was een voetbaltoernooi gehouden in Argentinië van 27 juni tot 12 juli 1987.
Alle landen van de CONMEBOL deden mee.
De landen werden verdeeld over drie groepen van drie teams. De nummers één samen met Uruguay (winnaar vorige editie) gingen door naar de halve finales.
De puntenverdeling was als volgt:
- Twee punten voor winst
- Eén punt voor gelijkspel
- Nul punten voor verlies

## Deelnemende landen
| Land           | Aantal deelnames | Huidig aantal deelnames op rij | Vorige deelname |
| -------------- | ---------------- | ------------------------------ | --------------- |
| Argentinië (g) | 30ste            | 11                             | 1983            |
| Bolivia        | 14de             | 6                              | 1983            |
| Brazilië       | 24ste            | 4                              | 1983            |
| Chili          | 26ste            | 5                              | 1983            |
| Colombia       | 9de              | 4                              | 1983            |
| Ecuador        | 15de             | 4                              | 1983            |
| Paraguay       | 24ste            | 8                              | 1983            |
| Peru           | 19de             | 4                              | 1983            |
| Uruguay (t)    | 31ste            | 5                              | 1983            |
| Venezuela      | 5de              | 5                              | 1983            |

- (g) = gastland
- (t) = titelverdediger

## Speelsteden
| Córdoba                                              | · Buenos Aires Córdoba Rosario Speellocaties |
| Estadio Olímpico Chateau Carreras Capaciteit: 41.654 | · Buenos Aires Córdoba Rosario Speellocaties |
|                                                      | · Buenos Aires Córdoba Rosario Speellocaties |
| Buenos Aires                                         | · Buenos Aires Córdoba Rosario Speellocaties |
| Estadio Monumental Capaciteit: 67.664                | · Buenos Aires Córdoba Rosario Speellocaties |
|                                                      | · Buenos Aires Córdoba Rosario Speellocaties |
| Rosario                                              | · Buenos Aires Córdoba Rosario Speellocaties |
| Estadio Gigante de Arroyito Capaciteit: 46.083       | · Buenos Aires Córdoba Rosario Speellocaties |
|                                                      | · Buenos Aires Córdoba Rosario Speellocaties |

## Scheidsrechters
De organisatie nodigde in totaal tien scheidsrechters uit voor dertien duels. Tussen haakjes staat het aantal gefloten duels tijdens de Copa América 1987.

## Groepsfase

### Groep A
| Land       | Wed | Win | Gel | Ver | DV | DT | +/− | Pnt |
| ---------- | --- | --- | --- | --- | -- | -- | --- | --- |
| Argentinië | 2   | 1   | 1   | 0   | 4  | 1  | +3  | 3   |
| Peru       | 2   | 0   | 2   | 0   | 2  | 2  | 0   | 2   |
| Ecuador    | 2   | 0   | 1   | 1   | 1  | 4  | –3  | 1   |

|                                 |                    |       |                |                                                                                           |
| 27 juni 1987 «onderlinge duels» | Argentinië         | 1 – 1 | Peru           | Estadio Monumental, Buenos Aires Toeschouwers: 40.000 Scheidsrechter: Armando Pérez Hoyos |
| 27 juni 1987 «onderlinge duels» | Diego Maradona 47' |       | 59' Luis Reyna | Estadio Monumental, Buenos Aires Toeschouwers: 40.000 Scheidsrechter: Armando Pérez Hoyos |

|                                |                                                                   |       |         |                                                                                            |
| 2 juli 1987 «onderlinge duels» | Argentinië                                                        | 3 – 0 | Ecuador | Estadio Monumental, Buenos Aires Toeschouwers: 30.000 Scheidsrechter: Romualdo Arppi Filho |
| 2 juli 1987 «onderlinge duels» | Claudio Caniggia 50' Diego Maradona 67' (pen.) Diego Maradona 85' |       |         | Estadio Monumental, Buenos Aires Toeschouwers: 30.000 Scheidsrechter: Romualdo Arppi Filho |

|                                |                     |       |                   |                                                                                        |
| 4 juli 1987 «onderlinge duels» | Peru                | 1 – 1 | Ecuador           | Estadio Monumental, Buenos Aires Toeschouwers: 10.000 Scheidsrechter: Asterio Martínez |
| 4 juli 1987 «onderlinge duels» | Eugenio La Rosa 87' |       | 72' Hamilton Cuvi | Estadio Monumental, Buenos Aires Toeschouwers: 10.000 Scheidsrechter: Asterio Martínez |

### Groep B
| Land      | Wed | Win | Gel | Ver | DV | DT | +/− | Pnt |
| --------- | --- | --- | --- | --- | -- | -- | --- | --- |
| Chili     | 2   | 2   | 0   | 0   | 7  | 1  | +6  | 4   |
| Brazilië  | 2   | 1   | 0   | 1   | 5  | 4  | +1  | 2   |
| Venezuela | 2   | 0   | 0   | 2   | 1  | 8  | –7  | 0   |

|                                 |                                                                                |       |           |                                                                            |
| 28 juni 1987 «onderlinge duels» | Brazilië                                                                       | 5 – 0 | Venezuela | Chateau Carreras, Córdoba Toeschouwers: 8.000 Scheidsrechter: Elías Jacomé |
| 28 juni 1987 «onderlinge duels» | Edú Marangón 33' Zdenko Morovic 39' (e.d.) Careca 66' Nelsinho 72' Romário 89' |       |           | Chateau Carreras, Córdoba Toeschouwers: 8.000 Scheidsrechter: Elías Jacomé |

|                                 |                                                                 |       |                         |                                                                              |
| 30 juni 1987 «onderlinge duels» | Chili                                                           | 3 – 1 | Venezuela               | Chateau Carreras, Córdoba Toeschouwers: 5.000 Scheidsrechter: Luis Barrancos |
| 30 juni 1987 «onderlinge duels» | Juan Carlos Letelier 17' Jorge Contreras 70' Sergio Salgado 83' |       | 24' (pen.) Pedro Acosta | Chateau Carreras, Córdoba Toeschouwers: 5.000 Scheidsrechter: Luis Barrancos |

|                                |                                                                               |       |          |                                                                                |
| 3 juli 1987 «onderlinge duels» | Chili                                                                         | 4 – 0 | Brazilië | Chateau Carreras, Córdoba Toeschouwers: 15.000 Scheidsrechter: Juan Cardellino |
| 3 juli 1987 «onderlinge duels» | Ivo Basay 41' Juan Carlos Letelier 48' Ivo Basay 68' Juan Carlos Letelier 75' |       |          | Chateau Carreras, Córdoba Toeschouwers: 15.000 Scheidsrechter: Juan Cardellino |

### Groep C
| Land     | Wed | Win | Gel | Ver | DV | DT | +/− | Pnt |
| -------- | --- | --- | --- | --- | -- | -- | --- | --- |
| Colombia | 2   | 2   | 0   | 0   | 5  | 0  | +5  | 4   |
| Bolivia  | 2   | 0   | 1   | 1   | 0  | 2  | –2  | 1   |
| Paraguay | 2   | 0   | 1   | 1   | 0  | 3  | –3  | 1   |

|                                 |          |       |         |                                                                                       |
| 28 juni 1987 «onderlinge duels» | Paraguay | 0 – 0 | Bolivia | Estadio Gigante de Arroyito, Rosario Toeschouwers: 5.000 Scheidsrechter: Enrique Labó |
| 28 juni 1987 «onderlinge duels» |          |       |         | Estadio Gigante de Arroyito, Rosario Toeschouwers: 5.000 Scheidsrechter: Enrique Labó |

|                                |         |                                           |          |                                                                                        |
| 1 juli 1987 «onderlinge duels» | Bolivia | 0 – 2                                     | Colombia | Estadio Gigante de Arroyito, Rosario Toeschouwers: 5.000 Scheidsrechter: Gaston Castro |
| 1 juli 1987 «onderlinge duels» |         | 34' Carlos Valderrama 89' Arnoldo Iguarán |          | Estadio Gigante de Arroyito, Rosario Toeschouwers: 5.000 Scheidsrechter: Gaston Castro |

|                                |                                                            |       |          |                                                                                              |
| 5 juli 1987 «onderlinge duels» | Colombia                                                   | 3 – 0 | Paraguay | Estadio Gigante de Arroyito, Rosario Toeschouwers: 10.000 Scheidsrechter: Francisco Lamolina |
| 5 juli 1987 «onderlinge duels» | Arnoldo Iguarán 8' Arnoldo Iguarán 34' Arnoldo Iguarán 50' |       |          | Estadio Gigante de Arroyito, Rosario Toeschouwers: 10.000 Scheidsrechter: Francisco Lamolina |

## Knock-outfase
|  | halve finale          | halve finale          |   |                        | finale                 | finale |
|  |                       |                       |   |                        |                        |        |
|  | 8 juli – Córdoba      |                       |   |                        |                        |        |
|  | Chili                 | 2                     |   |                        |                        |        |
|  | Colombia              | 1                     |   |                        |                        |        |
|  |                       |                       |   |                        |                        |        |
|  |                       |                       |   |                        | 12 juli – Buenos Aires |        |
|  |                       |                       |   |                        | Chili                  | 0      |
|  |                       | Uruguay               | 1 |                        |                        |        |
|  |                       |                       |   |                        |                        |        |
|  |                       |                       |   |                        | derde plaats           |        |
|  | 9 juli – Buenos Aires | 9 juli – Buenos Aires |   | 11 juli – Buenos Aires | 11 juli – Buenos Aires |        |
|  | Uruguay               | 1                     |   | Argentinië             | 1                      |        |
|  | Argentinië            | 0                     |   |                        | Colombia               | 2      |

### Halve finales
|                                |                                       |       |                            |                                                                                     |
| 8 juli 1987 «onderlinge duels» | Chili                                 | 2 – 1 | Colombia                   | Chateau Carreras, Córdoba Toeschouwers: 10.000 Scheidsrechter: Romualdo Arppi Filho |
| 8 juli 1987 «onderlinge duels» | Fernando Astengo 106' Jaime Vera 108' |       | 103' (pen.) Bernardo Redín | Chateau Carreras, Córdoba Toeschouwers: 10.000 Scheidsrechter: Romualdo Arppi Filho |

|                                |            |                       |         |                                                                                    |
| 9 juli 1987 «onderlinge duels» | Argentinië | 0 – 1                 | Uruguay | Estadio Monumental, Buenos Aires Toeschouwers: 65.000 Scheidsrechter: Elias Jacome |
| 9 juli 1987 «onderlinge duels» |            | 43' Antonio Alzamendi |         | Estadio Monumental, Buenos Aires Toeschouwers: 65.000 Scheidsrechter: Elias Jacome |

### Troostfinale
|                                 |                      |       |                                         |                                                                                       |
| 11 juli 1987 «onderlinge duels» | Argentinië           | 1 – 2 | Colombia                                | Estadio Monumental, Buenos Aires Toeschouwers: 15.000 Scheidsrechter: Bernardo Corujo |
| 11 juli 1987 «onderlinge duels» | Claudio Caniggia 86' |       | 8' Gabriel Gómez 27' Juan Jairo Galeano | Estadio Monumental, Buenos Aires Toeschouwers: 15.000 Scheidsrechter: Bernardo Corujo |

### Finale

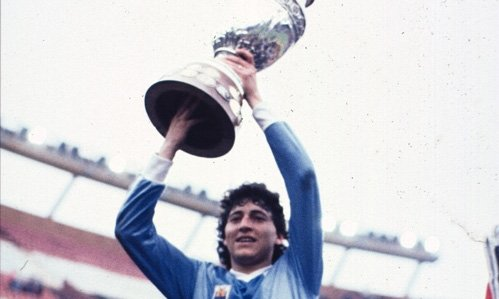
José Perdomo

|                                 |                      |       |       |                                                                                            |
| 12 juli 1987 «onderlinge duels» | Uruguay              | 1 – 0 | Chili | Estadio Monumental, Buenos Aires Toeschouwers: 35.000 Scheidsrechter: Romualdo Arppi Filho |
| 12 juli 1987 «onderlinge duels» | Pablo Bengoechea 56' |       |       | Estadio Monumental, Buenos Aires Toeschouwers: 35.000 Scheidsrechter: Romualdo Arppi Filho |

|                    |
| Vlag van Uruguay   |
| URUGUAY 13de titel |

## Doelpuntenmakers
4 doelpunten
- Arnoldo Iguarán

3 doelpunten
- Diego Maradona
- Juan Carlos Letelier

2 doelpunten
- Claudio Caniggia
- Ivo Basay

1 doelpunt
- Careca
- Edú Marangón
- Nelsinho
- Romário
- Fernando Astengo
- Jorge Contreras

- Sergio Salgado
- Jaime Vera
- Juan Jairo Galeano
- Gabriel Gómez
- Bernardo Redín
- Carlos Valderrama

- Hamilton Cuvi
- Eugenio La Rosa
- Luis Reyna
- Antonio Alzamendi
- Pablo Bengoechea
- Pedro Acosta

Eigen doelpunt
- Zdenko Morovic

1916 · 
1917 · 
1919 · 
1920 · 
1921 · 
1922 · 
1923 · 
1924 · 
1925 · 
1926 · 
1927 · 
1929 · 
1935 · 
1937 · 
1939 · 
1941 · 
1942 · 
1945 · 
1946 · 
1947 · 
1949 · 
1953 · 
1955 · 
1956 · 
1957 · 
1959 · 
1959 · 
1963 · 
1967 · 
1975 · 
1979 · 
1983 · 
1987 · 
1989 · 
1991 · 
1993 · 
1995 · 
1997 · 
1999 · 
2001 · 
2004 · 
2007 · 
2011 · 
2015 · 
2016 ·
2019 ·
2021 ·
2024